# Johannes Gijsius
Johannes Gijsius (Oostende, rond 1583 - Streefkerk, 1652) was een Nederlandse geschiedschrijver die vooral bekend werd door de uitgave van het boek Oorsprong en voortgang der Nederlandsche Beroerten ende Ellendigheden, waarin de wreedheden beschreven worden die onder het bewind van Filips II werden uitgevoerd tijdens de bezetting van de Nederlanden door de Spanjaarden.

## Levensloop

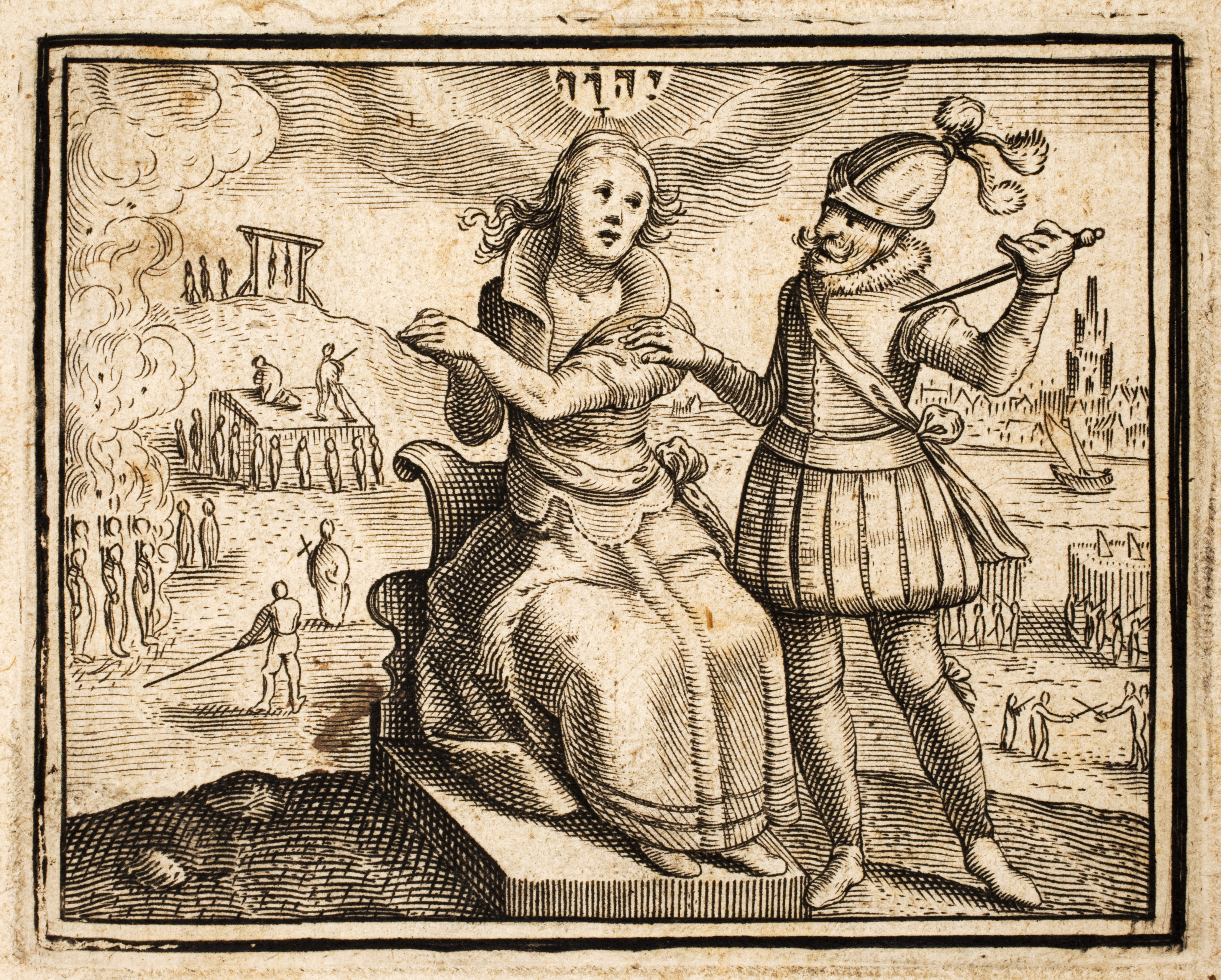
Een van de afbeeldingen uit het boek: Een Spanjaard bedreigt de Nederlandse maagd met een dolk.

Johannes Gijsius werd geboren in Oostende, waar zijn vader Jan Ghijs predikant was. Nadat zijn vader stierf in 1584, vertrokken Gijsius en zijn moeder naar Leiden, waar zijn moeder in 1587 hertrouwde met een hervormde predikant. Op 7 mei 1603 liet hij zich inschrijven aan de Leidse Universiteit als student in de klassieke letteren. Het is niet duidelijk of hij zijn letterenstudie voltooide, maar wel dat hij een ijverig beoefenaar van de studie der vaderlandse geschiedenis werd. Dit resulteerde in 1616 in de uitgave van zijn belangrijkste werk Oorsprong en voortgang der Nederlandsche Beroerten ende Ellendigheden. Daarnaast was hij erg actief in dienst van de Hervormde Kerk en het Hervormde geloof. Vanaf 4 april 1610 werd hij predikant in het Zuid-Hollandse plaatsje Streefkerk, een ambt dat hij bleef uitoefenen tot zijn dood in 1652. Mede dankzij zijn letterenstudie te Leiden, werd hij in 1631 door de Synode van Dordrecht aangesteld als vertaler voor de vervaardiging van de Statenbijbel. Hij verving daarmee de eerder dat jaar overleden Gerson Bucerus. Aangezien de Staten-Generaal bepaalde dat alle vertalers in Leiden zouden wonen en daar hun werk doen, kan verondersteld worden dat Johannes Gijsius toen een huis in Leiden had. Hij zou in Streefkerk zijn overleden.

## Aanklacht tegen de Spaanse tirannie
In 1616 wordt zijn hoofdwerk Oorsprong en voortgang der Nederlandsche Beroerten ende Ellendigheden anoniem uitgegeven. Hierin worden met kleur en geur de misdaden beschreven die de Spaanse overheersers onder Filips II tegen de Nederlandse bevolking begingen. Het boek is geïllustreerd met afbeeldingen van wreedheden die weinig aan de fantasie overlaten. Door sommigen werd het werk ook als een aanklacht tegen de katholieke kerk gezien, maar dat zou niet de oorspronkelijke intentie zijn geweest.
De reden dat Gijsius het werk aanvankelijk anoniem had laten uitgeven, zou zijn omdat het boek uitkwam in de periode van het Twaalfjarig Bestand met de Spanjaarden, en hij de voorstanders van die vrede niet tegen zich in het harnas wilde jagen. Dat hij de schrijver was, moet evenwel bij ingewijden bekend zijn geweest omdat hij van de stad Dordrecht 50 gulden kreeg uitbetaald voor het werk.
In 1619 verscheen in Leiden een Latijnse vertaling van dit werk ('Origo et Historia') voor een doelgroep van kerkelijken en geleerden. In 1620 werd het werk in een Franse vertaling uitgegeven door de Amsterdamse boekbinder Jan Evertszoon Cloppenburch, in combinatie met het beroemde boek van de Spaanse priester Bartolomé de las Casas (Brevísima relación de la destrucción de las Indias), om de aanklacht tegen de Spanjaarden extra kracht bij te zetten.
In 1626 gaf Gijsius het oorspronkelijke werk, na dit herzien en verbeterd te hebben, opnieuw uit. Ditmaal wel onder zijn eigen naam. Het Twaalfjarig Bestand was voorbij, en de strijd tegen de Spanjaarden was weer opgelaaid, zodat hij weinig kritiek hoefde te vrezen.

## Afbeeldingen uit het boek

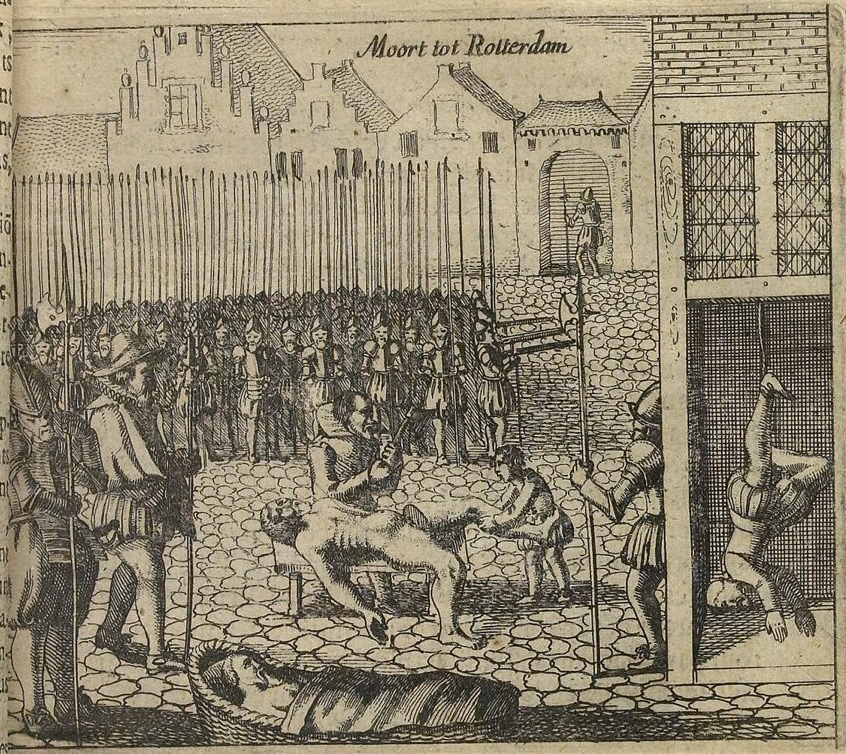
Marteling en terechtstelling in Rotterdam
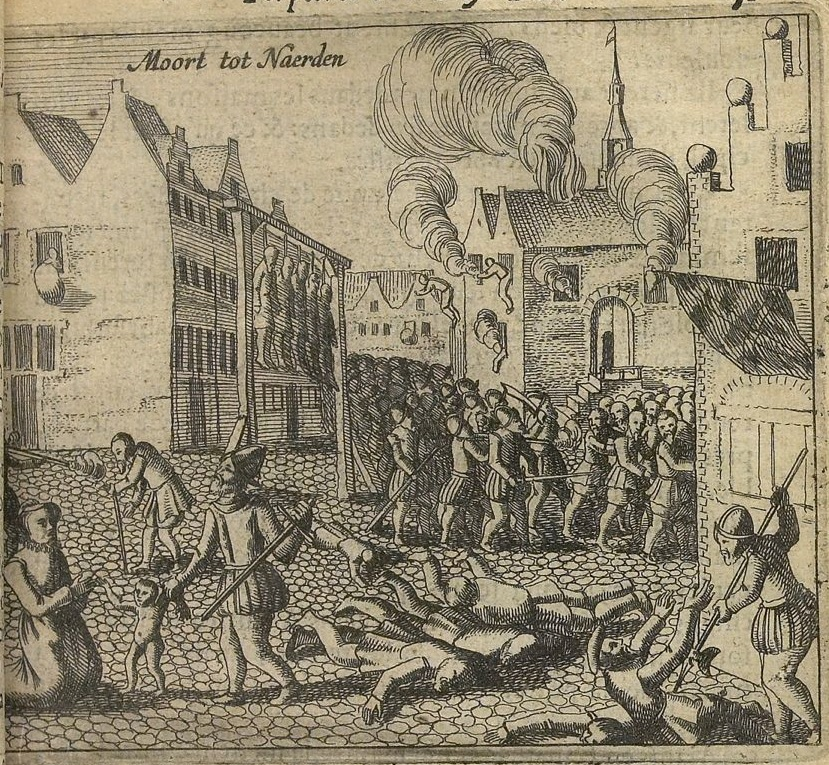
Slachting in Naarden
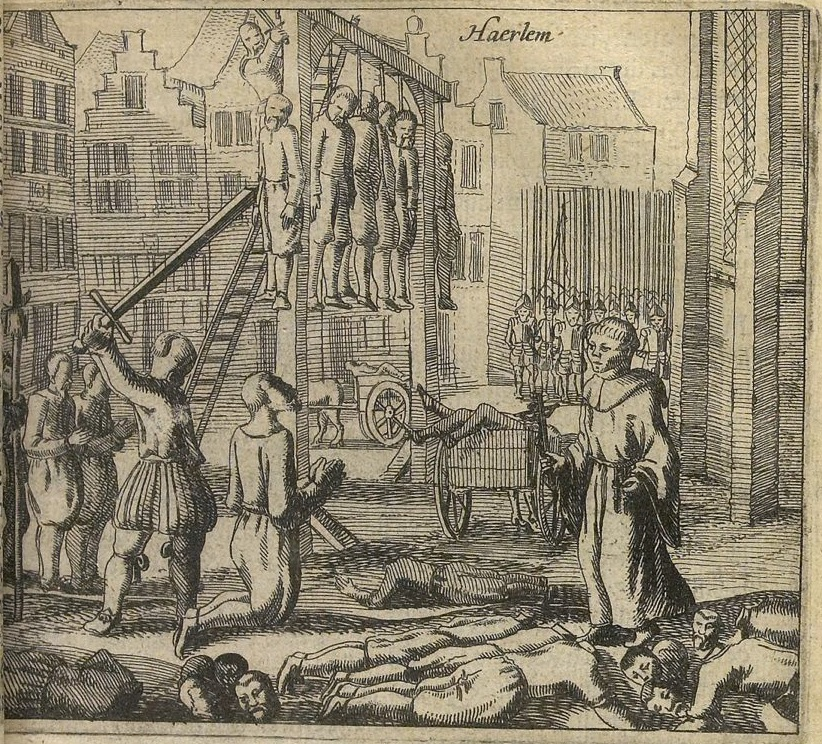
Terechtstellingen in Haarlem
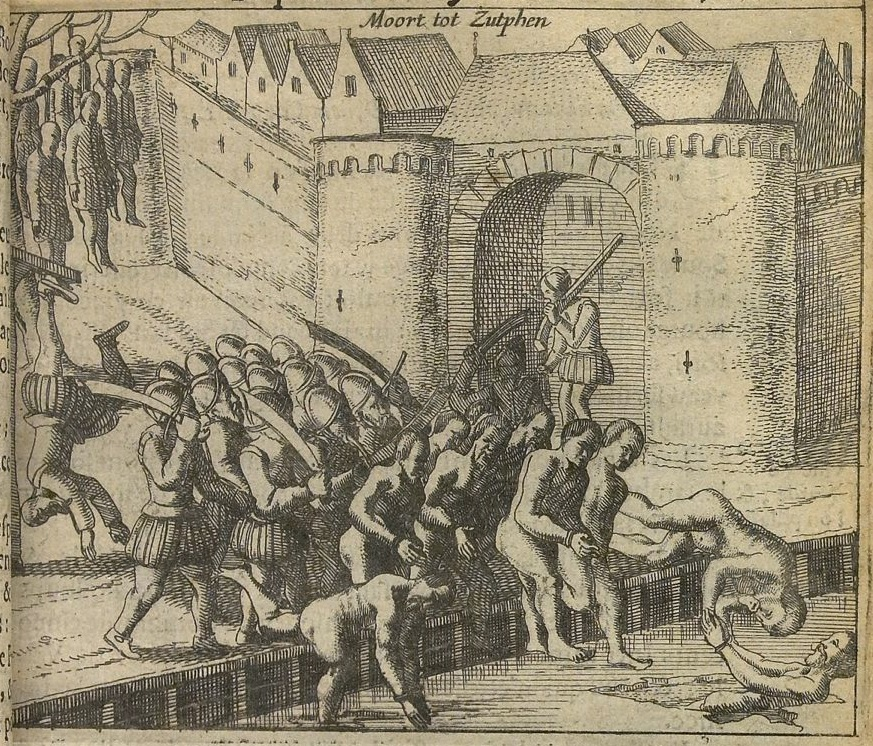
Wreedheden in Zutphen
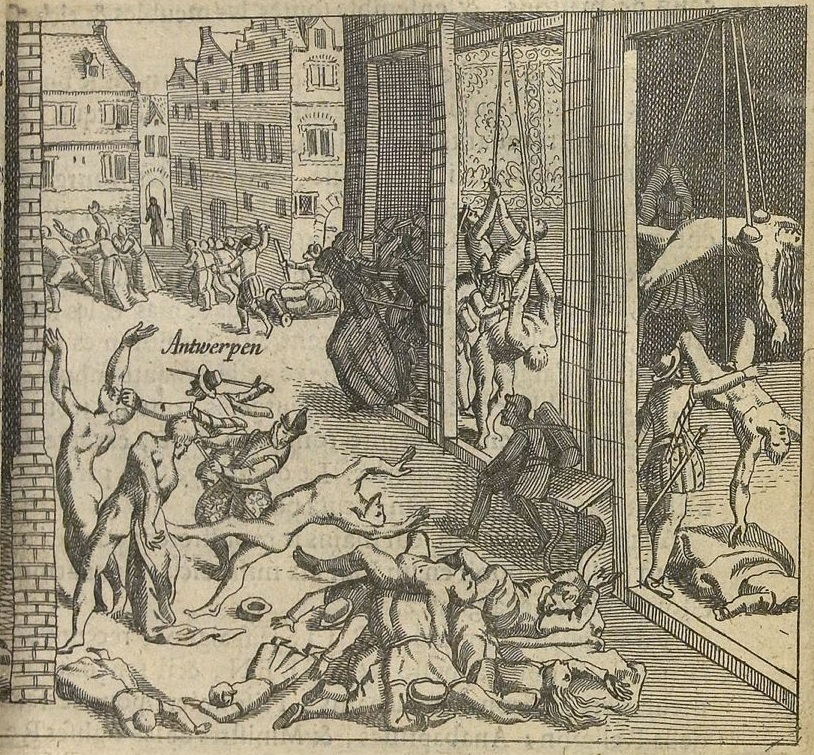
Gruwelijkheden in Antwerpen

- Biblioteca Nacional de España: XX1257617
- Biografisch Portaal: 25079558
- Digitale Bibliotheek voor de Nederlandse Letteren: gijs012
- International Standard Name Identifier: 0000 0000 7904 3935
- Library of Congress Control Number: n88139834
- Nederlandse Thesaurus van Auteursnamen: 069368147
- Istituto Centrale per il Catalogo Unico: BVEV058024
- Système universitaire de documentation: 111886163
- Trove: 1305546
- Virtual International Authority File: 94969304
- WorldCat: E39PBJqfHVDGCy4RG6yBxpCRKd